# Dean Lampkin
Dean Lampkin es un deportista australiano que compitió en judo. Ganó tres medallas en el Campeonato de Oceanía de Judo entre los años 1981 y 1988.

## Palmarés internacional
| Campeonato de Oceanía | Campeonato de Oceanía    | Campeonato de Oceanía | Campeonato de Oceanía |
| Año                   | Lugar                    | Medalla               | Categoría             |
| --------------------- | ------------------------ | --------------------- | --------------------- |
| 1981                  | Suva (Fiyi)              | Medalla de plata      | –86 kg                |
| 1985                  | Auckland (Nueva Zelanda) | Medalla de bronce     | –95 kg                |
| 1988                  | Sídney (Australia)       | Medalla de bronce     | –95 kg                |